# Carphone Warehouse
Carphone Warehouse es un minorista de telefonía móvil, con más de 1.700 tiendas de toda Europa. Tiene su sede en el Reino Unido, que incluye todas las tiendas de Carphone Warehouse. Fuera de Irlanda y el Reino Unido.
La anterior casa matriz de la compañía, Carphone Warehouse Group, comenzó a cotizar en la Bolsa de Londres y fue un componente del índice FTSE 250 hasta que se fusionó con Dixons Retail el 7 de agosto de 2014 para formar Dixons Carphone.

## Fusión con Dixons Retail
En mayo de 2014, Carphone Warehouse y Dixons Retail anunciaron su fusión para crear Dixons Carphone. La fusión se completó el 7 de agosto de 2014.